# Szkoła realna

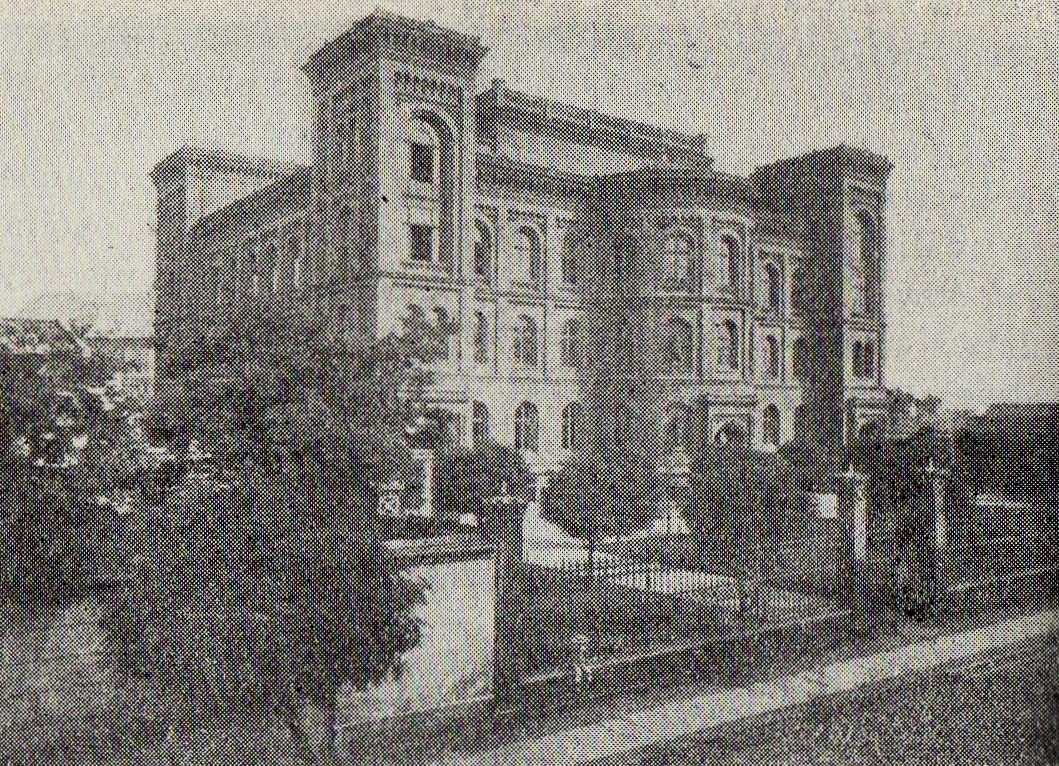
Szkoła realna

Szkoła realna – koncepcja systemu oświaty, której autorem był Johann Julius Hecker, zakładająca uwzględnienie w procesie kształcenia walorów wychowawczych, położenia nacisku na zdobywanie praktycznych umiejętności oraz głosząca potrzebę edukacji szerokiego grona ludności, także mas chłopskich. Założenia te miały być spełnione przez wprowadzenie 6-letniej szkoły. Narodziny tej idei wiązały się z reformami oświaty w Prusach za rządów Fryderyka II Wielkiego, gdzie też została ona po raz pierwszy wprowadzona w życie, a pierwsza berlińska szkoła została oddana do użytku w 1747 roku.
Fryderyk II, doceniając znaczenie edukacji, był wielkim propagatorem tej koncepcji i sam wzbogacał i uzupełniał ją o własne pomysły. System ten, oparty na rozważaniach Fryderyka nad filozofią Locke'a, Rollina i Basedowa oraz koncepcjach Heckera postulował kształcenie w dziedzinach praktycznych, mających przydać się uczniom w życiu, tak, aby byli oni jak najbardziej wartościowi dla państwa i mogli mu służyć w przyszłości jako urzędnicy, oficerowie, ludzie kultury i nauki. Jednocześnie kształcenie, przy zachowaniu surowości, miało być zajmujące i interesujące dla uczniów. Faktycznie szkoła realna wprowadzała do oświaty racjonalizm i utylitaryzm wieku oświecenia oraz optymistyczną (dla Fryderyka rzeczywistą) wiarę w doniosłe i podstawowe znaczenie wychowania na rozwój osobowości ludzkiej.
Pod względem postulowania konieczności oświecania mas ludowych była zbliżona do szkoły ludowej.
Obecnie szkoła realna to rodzaj szkoły w Niemczech, Austrii, Szwajcarii i Liechtensteinie, obejmującej dzieci od 11. do 16. roku życia.